# Визер, Даниэль
Даниэ́ль Ви́зер (нем. Daniel Wyser) — швейцарский кёрлингист.
В составе мужской сборной Швейцарии участник чемпионата мира 1983 (заняли восьмое место). Чемпион Швейцарии среди мужчин.
Играл на позиции первого.

## Достижения
- Чемпионат Швейцарии по кёрлингу среди мужчин: золото (1983).

## Команды
| Сезон   | Четвёртый      | Третий         | Второй     | Первый        | Турниры           |
| ------- | -------------- | -------------- | ---------- | ------------- | ----------------- |
| 1982—83 | Бруно Бингельи | Урс Штудер     | Юрг Штудер | Даниэль Визер | ЧШМ 1983          |
| 1982—83 | Урс Штудер     | Бруно Бингельи | Юрг Штудер | Даниэль Визер | ЧМ 1983 (8 место) |

(скипы выделены полужирным шрифтом)